# Haute-Nendaz
Haute-Nendaz (toponimo francese) è una frazione del comune svizzero di Nendaz, nel Canton Vallese (distretto di Conthey).

## Monumenti e luoghi d'interesse

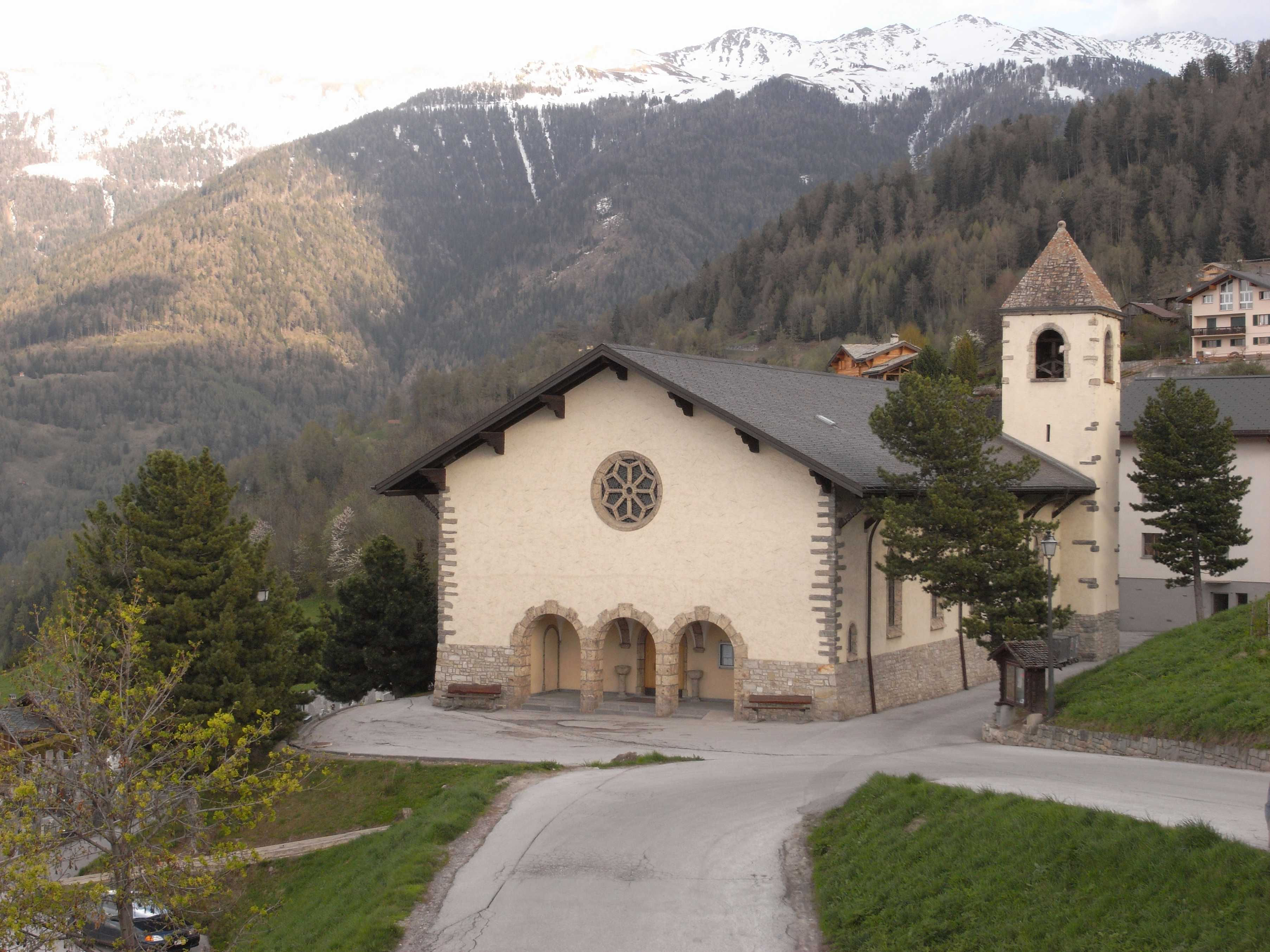
La cappella di San Michele

- Cappella di San Michele, eretta nel XV secolo e ricostruita nel 1856[1].

## Sport
Haute-Nendaz è una stazione sciistica che ha ospitato, tra l'altro, una tappa della Coppa del Mondo di sci alpino 1981, due edizioni dei Campionati svizzeri di sci alpino (1968 e 2016) e varie tappe della Coppa del Mondo di snowboard.